# Danni Lowinski (Belgische televisieserie)
Danni Lowinski is een Belgische televisieserie voor de commerciële zender VTM, geregisseerd door Christophe Ameye en Gijs Polspoel, die eerder ook al De Rodenburgs voor dezelfde zender maakten. De serie werd opgenomen in Genk en is gebaseerd op de gelijknamige Duitse reeks. De scenario's werden bewerkt door Geert Bouckaert, de verhalen zijn vrijwel identiek aan de Duitse reeks.
Op 3 maart 2012 raakte bekend dat er vanaf mei 2012 al een tweede seizoen wordt opgenomen. De opnames duurden tot november 2012. Deze werd vanaf 28 februari 2013 uitgezonden. Op 23 mei 2013 werd de laatste aflevering van seizoen 2 en ook van Danni Lowinski uitgezonden.

## Verhaal
Danni Lowinski is een jonge vrouw van vooraan de dertig, die enkele jaren de kost verdiende als kapster. Ze keert terug naar de schoolbanken en behaalt een advocatendiploma, maar blijkt nergens aan de bak te komen. Ze laat het hoofd niet hangen en verovert een standplaats in een winkelcentrum in het centrum van Genk, waar ze de gewone man goedkope juridische bijstand verleent. Het concept lijkt als bij wonder aan te slaan, al is dat buiten haar collega's gerekend.

### Seizoen 1
Daniëlla 'Danni' Lowinski (Nathalie Meskens) is kapster, maar volgt een avondopleiding en behaalt uiteindelijk haar diploma Rechten. Haar droom is als advocate aan de slag te gaan, maar al snel blijkt dat ze nergens aan de slag kan. Na een zoveelste afwijzing, ditmaal door het advocatenkantoor van Olivier Smets (Kürt Rogiers), gooit Danni het over een andere boeg en verovert ze een standplaats in een winkelcentrum. Ze geeft er juridisch advies à een euro per minuut en hoopt op die manier snel een grote dosis beroepservaring op te doen. Na enige moeilijkheden wint ze meteen haar eerste proces. Met haar doorzettingsvermogen en improvisatietalent blijkt Danni een zegen te zijn voor de 'kleine man met grote problemen'.
In haar belevenissen wordt Danni bijgestaan door haar buren in het winkelcentrum, waarmee ze al snel een vriendschappelijke band opbouwt. Onder hen masseur Niels (Mathias Sercu), fietsenmaker Fuat (Raouf Hadj Mohamed) en Danni's jeugdvriendin Bieke (Marianne Devriese), die er werkt in een broodjesbar. Na verloop van tijd worden de drie haar persoonlijke medewerkers die diverse klusjes voor haar verrichten, zoals het aannemen van telefoons of het ontvangen van cliënten. Wanneer Danni een proces wint, mag het trio dan ook bescheiden meegenieten van haar honorarium.
Danni woont samen met haar nukkige vader Roman (Michel Van Dousselaere), een gepensioneerde mijnwerker en glazenwasser die na een ongeval in een rolstoel belandde. Doordat ze in een piepklein appartement wonen, werken ze elkaar voortdurend op de zenuwen. Toch zouden ze geen dag zonder elkaar kunnen.
Doordat het kantoor van Olivier Smets boven het winkelcentrum gelegen is, loopt Danni hem meermaals per dag tegen het lijf. Danni kan hem vanwege zijn arrogantie niet luchten of zien, maar na verloop van tijd wint hij alsnog haar sympathie. Uiteindelijk worden ze zelfs een koppel. Ze nemen zich voor werk en privé gescheiden te houden. Dat lukt perfect, totdat Olivier een belangrijke en zeer winstgevende zaak van Danni afsnoept. Ze maakt meteen weer een einde aan hun prille relatie.

### Seizoen 2
Fuat is naar de Verenigde Staten vertrokken en zijn winkelstand is overgenomen door Dries (Rik Verheye). Hij wordt al snel opgenomen in de omgeving van Danni, Bieke en Niels en stelt zich net als zijn voorganger Fuat ter beschikking van Danni en haar cliëntele. Danni is op privégebied bijzonder gefrustreerd nu haar relatie met Olivier verleden tijd is, en in een wraakzuchtige bui bekrast ze zijn dure sportwagen. Daarbij wordt ze echter betrapt door Sven (Rudy Morren), de nieuwe bewakingsagent.
Olivier probeert het bij te leggen met Danni en biedt haar zelfs een job aan in zijn advocatenkantoor. Danni weigert, aangezien ze het niet ziet zitten voortdurend Olivier en diens nieuwe vriendin onder ogen te komen. Niet veel later begint Danni een relatie met Sven. Ze begint echter aan hem te twijfelen wanneer ze ontdekt dat hij vroeger verdachte was in een onopgeloste moordzaak. Ze krijgt weer gevoelens voor Olivier en komt tussen twee vuren te staan.

## Rolverdeling

### Hoofdpersonages
| Acteur                 | Personage                 | Periode   | Afleveringen |
| ---------------------- | ------------------------- | --------- | ------------ |
| Nathalie Meskens       | Daniëlla "Danni" Lowinski | 2012-2013 | 1-26         |
| Michel Van Dousselaere | Roman Lowinski            | 2012-2013 | 1-26         |
| Marianne Devriese      | Bieke Storme              | 2012-2013 | 1-26         |
| Mathias Sercu          | Niels Deburghgraeve       | 2012-2013 | 1-26         |
| Kürt Rogiers           | Olivier Smets             | 2012-2013 | 1-26         |
| Raouf Hadj Mohamed     | Fuat Karaca               | 2012      | 1-13         |
| Rik Verheye            | Dries Boonen              | 2012-2013 | 10, 14-26    |
| Rudy Morren            | Sven Vernieuwe            | 2013      | 14-26        |

### Terugkerende rollen
| Acteur                 | Personage                | Periode   | Afleveringen                              |
| ---------------------- | ------------------------ | --------- | ----------------------------------------- |
| Sven Ornelis           | André                    | 2012-2013 | 1, 2, 3, 9, 10, 11, 14, 22                |
| Christel Domen         | Katia De Boosere         | 2012-2013 | 1, 3, 4, 6, 7, 12, 13, 14, 17, 18, 19, 21 |
| Karel Deruwe           | Rechter Erik Hanssens    | 2012-2013 | 1, 4, 6, 7, 10, 12, 17, 18, 21, 23        |
| Ron Cornet             | Rechter Verbeeck         | 2012-2013 | 1, 4, 6, 8, 10, 13, 14, 20                |
| Amaryllis Uitterlinden | Anke Brouwers            | 2012-2013 | 1, 5, 6, 7, 10, 11, 14, 15, 16            |
| François Beukelaers    | Ignace De Baeremaeker    | 2012      | 1, 6, 11, 13                              |
| Darya Gantura          | Kimberly Daniëls         | 2012-2013 | 1, 14, 15                                 |
| Maarten Bosmans        | Chris Leyman             | 2012-2013 | 1, 16                                     |
| Peter Van De Velde     | Frank Van Winckel        | 2012-2013 | 1, 23                                     |
| Monika Dumon           | Rechter Roeland          | 2012-2013 | 2, 5, 6, 9, 15, 19, 22                    |
| Walter Quartier        | Agent Reynaert           | 2012-2013 | 2, 6, 12, 19                              |
| Werner De Smedt        | Manu Rosendael           | 2012      | 3, 4, 6, 7                                |
| Katelijne Verbeke      | Rechter Martens          | 2012      | 3, 4, 6, 11, 13                           |
| Ini Massez             | Uitbaatster boekenwinkel | 2012-2013 | 3, 5, 6, 12, 14, 16                       |
| Vic De Wachter         | Rudy Deburghgraeve       | 2012      | 3, 7                                      |
| Gert Winckelmans       | Advocaat Van Oeteren     | 2012-2013 | 4, 10, 13, 17                             |
| Chris Lomme            | Magda Van Severen        | 2012-2013 | 5, 20                                     |
| Marijke Pinoy          | Erika                    | 2012      | 8, 10, 11                                 |
| Ben Segers             | Andy                     | 2012      | 9, 10, 11                                 |
| Marleen Merckx         | Suzy                     | 2012-2013 | 11, 20, 21                                |
| Karin Jacobs           | Rechter Saenens          | 2013      | 16, 18, 20                                |

## Afleveringen

### Seizoen 1
| Nr. | Aflevering | Titel                         | Live+6-kijkers | Live-kijkers | Live-marktaandeel | Uitzenddatum Vlaanderen | Productiecode |  |
| --- | ---------- | ----------------------------- | -------------- | ------------ | ----------------- | ----------------------- | ------------- |  |
| 1   | 1          | Nieuw leven                   | 1.269.303      | 1.041.972    | 39,73 %           | 1 maart 2012            | 1.01          |  |
| 2   | 2          | Geen thuis                    | 1.197.850      | 960.479      | 37,33 %           | 8 maart 2012            | 1.02          |  |
| 3   | 3          | Schoon voor een dag           | 1.049.192      | 855.779      | 35,28 %           | 15 maart 2012           | 1.03          |  |
| 4   | 4          | Een betrouwbare bank          | 1.170.328      | 926.315      | 38,94 %           | 5 april 2012 (*)        | 1.04          |  |
| 5   | 5          | Klassenstrijd                 | 1.008.354      | 778.857      | 32,32 %           | 29 maart 2012           | 1.05          |  |
| 6   | 6          | Een blok aan het been         | 1.103.660      | 830.721      | 36,48 %           | 12 april 2012 (*)       | 1.06          |  |
| 7   | 7          | Onder de armen                | 1.133.560      | 927.002      | 39,03 %           | 22 maart 2012 (*)       | 1.07          |  |
| 8   | 8          | De zwarte madam               | 1.184.500      | 933.637      | 38,29 %           | 19 april 2012           | 1.08          |  |
| 9   | 9          | De ontvoogding                | 1.095.651      | 842.686      | 34,91 %           | 26 april 2012           | 1.09          |  |
| 10  | 10         | De neveneffecten              | 1.165.748      | 918.334      | 35,87 %           | 3 mei 2012              | 1.10          |  |
| 11  | 11         | Verliefd, verloofd, getrouwd? | 1.110.023      | 845.422      | 35,73 %           | 10 mei 2012             | 1.11          |  |
| 12  | 12         | Een hondenleven               | 1.070.636      | 817.052      | 38,13 %           | 17 mei 2012             | 1.12          |  |
| 13  | 13         | Volle gas                     | 1.022.992      | 808.688      | 39,57 %           | 24 mei 2012             | 1.13          |  |

(*) Vanwege een gelijkenis met een busongeval in Sierre, dat toen in het nieuws was, werden enkele afleveringen in een andere volgorde uitgezonden.

### Seizoen 2
| Nr. | Aflevering | Titel             | Live+6-kijkers | Live-kijkers | Live-marktaandeel | Uitzenddatum Vlaanderen | Productiecode |  |
| --- | ---------- | ----------------- | -------------- | ------------ | ----------------- | ----------------------- | ------------- |  |
| 14  | 1          | De worstencase    | 1.087.066      | 744.552      | 29,80 %           | 28 februari 2013        | 2.01          |  |
| 15  | 2          | Terminus          | 961.877        | 665.362      | 26,52 %           | 7 maart 2013            | 2.02          |  |
| 16  | 3          | Het weeskind      | ?              | 654.499      | 26,59 %           | 14 maart 2013           | 2.03          |  |
| 17  | 4          | Miss Cosmos       | ?              | 681.440      | 27,34 %           | 21 maart 2013           | 2.04          |  |
| 18  | 5          | Coma              | ?              | 917.472      | ?                 | 28 maart 2013           | 2.05          |  |
| 19  | 6          | Taboe             | ?              | 896.930      | ?                 | 4 april 2013            | 2.06          |  |
| 20  | 7          | Genkgate          | ?              | 843.362      | ?                 | 11 april 2013           | 2.07          |  |
| 21  | 8          | Alles moet weg    | ?              | 746.351      | ?                 | 18 april 2013           | 2.08          |  |
| 22  | 9          | Monster           | ?              | 746.207      | ?                 | 25 april 2013           | 2.09          |  |
| 23  | 10         | Het Daklozen WK   | ?              | 760.158      | ?                 | 2 mei 2013              | 2.10          |  |
| 24  | 11         | Het moederskindje | ?              | 688.420      | ?                 | 9 mei 2013              | 2.11          |  |
| 25  | 12         | Verkeerde keuze   | ?              | 603.291      | ?                 | 16 mei 2013             | 2.12          |  |
| 26  | 13         | Laatste wedstrijd | ?              | 591.006      | ?                 | 23 mei 2013             | 2.13          |  |